# Adrian Delia

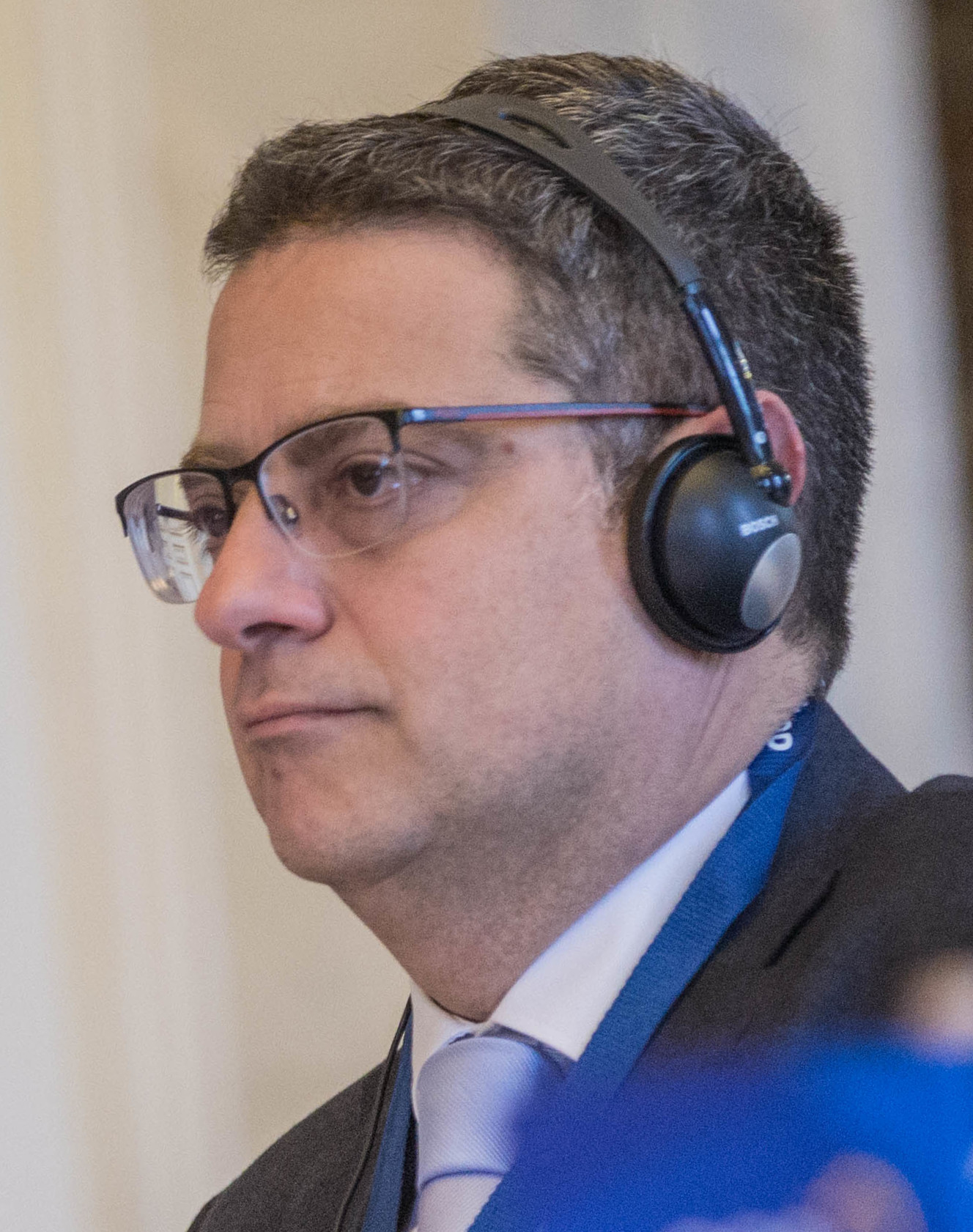
Adrian Delia (2017)

Adrian Delia (* August 1969 in Sliema) ist ein maltesischer Jurist und Politiker (Partit Nazzjonalista). Er war von September 2017 bis Oktober 2020 Vorsitzender seiner Partei und Oppositionsführer im maltesischen Parlament.
Delia arbeitete als Rechtsanwalt und galt als politischer Außenseiter in der konservativ-christdemokratischen Partei PN. Im September 2017 wurde er mit 55 Prozent der Stimmen zum Vorsitzenden der Nationalistischen Partei gewählt. Delia warb für einen neuen Weg in der maltesischen Politik, einem basisdemokratischen Ansatz und einer starken Kritik an dem was er als politisches „Establishment“ auch innerhalb der Partit Nazzjonalista bezeichnete. Im Oktober 2020 unterlag er bei der Neuwahl des Parteivorsitzes deutlich Bernard Grech.

## Verbindungen zur Porno-Industrie und zu einem Zuhälterring
Die maltesische Investigativjournalistin Daphne Caruana Galizia recherchierte kurz vor ihrer Ermordung im Oktober 2017 über die Geschäftsverbindungen der Anwaltskanzlei von Delia und seinem Partner George Sapiano.
Eine der bedeutendsten Firmen für die online-Bezahlung von online-Pornographie ist die CCBill LLC von Ron Cadwell. Die Firma setzt um 1 Milliarde USD jährlich um. Adrian Delia und sein Anwaltspartner Georg Sapiano registrierten mit ihrer Firma Aequitas Trust & Fiduciary Ltd. für Cadwell und seine Schwester seine Firma 2002 auf Malta.
Laut Galizia transferierte Delia in dieser Zeit auch 1,4 Millionen britische Pfund eines Londoner Prostitutionsrings über sein Konto bei der Bank Barclays International auf der Kanalinsel Jersey. Auftraggeber waren sein Klient Eucharist Bajada und dessen Bruder Emanuel Bajada. Diese wollen nicht gewusst haben, woher das Geld stammte.
Delia wies alle Vorwürfe seiner Verbindungen zur Prostitution zurück. Nach dem Attentat auf sie forderte Delia den maltesischen Premierminister Joseph Muscat (Partit Laburista) auf, zurückzutreten.